# Брейди, Милли
Ками́лла (Ми́лли) Бре́йди (англ. Camilla "Millie" Brady, род. 24 декабря 1993, Лондон) — британская актриса и модель.

## Биография
В детстве Брейди переезжала с места на место по всей Англии. Она посещала школу Сент-Мэри в Аскоте с одиннадцати до восемнадцати лет. В настоящее время проживает в Хампстеде с сестрой.

## Карьера
Прорывом Брейди в карьере стала роль в сериале «Мистер Селфридж».. Она появилась в фильме «Гордость и предубеждение и зомби» и сериале «Последнее королевство». Брейди также снялась в фильмах «Племя пещерного медведя», «Легенда» и «Меч короля Артура». Создатели сериала «Ведьмак» (2019 год) планировали взять её на роль Ренфри, но позже эту роль получила Эмма Эпплтон.

## Личная жизнь
Брейди встречалась с Гарри Стайлзом из One Direction; они расстались в 2013 году.

## Фильмография
| Год       |    | Русское название                 | Оригинальное название            | Роль                                 |
| --------- | -- | -------------------------------- | -------------------------------- | ------------------------------------ |
| 2014      | с  | Мистер Селфридж                  | Mr Selfridge                     | Вайолет Селфридж                     |
| 2015      | ф  | Легенда                          | Legend                           | Джоан Коллинз                        |
| 2015      | тф | Племя пещерного медведя          | The Clan of the Cave Bear        | Айла                                 |
| 2016      | ф  | Гордость и предубеждение и зомби | Pride and Prejudice and Zombies  | Мэри Беннет                          |
| 2018—2020 | с  | Последнее королевство            | The Last Kingdom                 | принцесса, затем королева Этельфледа |
| 2017      | ф  | Меч короля Артура                | King Arthur: Legend of the Sword | принцесса Катия                      |
| 2018      | ф  | За мечтой                        | Teen Spirit                      | Анастасия                            |
| 2018      | ф  |                                  | Intrigo: Samaria                 | Вера                                 |
| 2020      | с  | Скользкий путь                   | Roadkill                         | Лили Лоуренс                         |